# Big Derby CRB-MCA
 (avril 2018).
Si vous disposez d'ouvrages ou d'articles de référence ou si vous connaissez des sites web de qualité traitant du thème abordé ici, merci de compléter l'article en donnant les références utiles à sa vérifiabilité et en les liant à la section « Notes et références ».
Le Big Derby CRB-MCA,, est une expression utilisée en Algérie pour désigner l'un des plus grands derbys du pays. Le Derby CRB-MCA ou Derby MCA-CRB, selon celui qui reçoit, est une rencontre de football en Algérie se déroulant à Alger, opposant le CR Belouizdad au MC Alger. La première rencontre entre les deux clubs s'est déroulée le 22 septembre 1963, lors de la saison 1963-64 du Championnat d'Algérie.

## Histoire
L'histoire du CR Belouizdad avec le MC d'Alger est une vieille histoire qui a commencé en Algérie quelques jours après le rétablissement de la souveraineté nationale. Le Mouloudia avant l'indépendance, était l'un des doyens des clubs algériens et la seule équipe de la capitale qui se disputait les titres.
Et par l'éclat d'une autre grande équipe algéroise, elle émergeait à l'horizon quelques jours après l'indépendance, qui est le CRB, qui a commencé à menacer le trône d'autres équipes algéroises et algériennes d'un match à l'autre et d'une saison à l'autre, et ce en remportant le titre après l'autre et sa maîtrise de la façon dont il a joué avec de grands joueurs. Au-dessus d'eux se trouve la légende Lalmas.[pas clair]
Ce derby rassemble les fameux et les deux des anciens quartiers de la capitale, Bab El Oued, et son quartier d'une part, et le quartier de Belcourt, et ses environs.

## Statistiques

### Bilan par match
| 0-1 |

| 1-3 |

| 1-0 |

|-
| 115 || Championnat 2023-2024|| CRB-MCA || 14/01/2024 || 05-Juillet-1962 || 0-0 || ||
|}
|-
| 116 || Championnat 2023-2024|| MCA-CRB || 07/06/2024 || 05-Juillet-1962 || 0-0 || ||
|}
|-
| 117 || Coup 2023-2024|| MCA-CRB || 05/07/2024 || 05-Juillet-1962 || bgcolor="#DD0000"|1-0 || C.Keddad   42e ||
|}
|-
| 118 || Championnat 2024-2025|| MCA-CRB || 20/11/2024 || 05-Juillet-1962 || bgcolor="#DD0000"|1-3 ||  ||
|-
| 119 || Super coup 2023-2024|| MCA-CRB || 08/02/2025 || 05-Juillet-1962 || || 2-2 || ||
|-
| 120 || Coupe d'Algérie 🇩🇿 2024-2025|| MCA-CRB || 16/02/2024 || 05-Juillet-1962 || bgcolor="#DD0000"|1-0 || A.Mahious   48e ||
|}

## Bilan
| Catégories           | Matches joués | Victoires MCA | Nuls | Victoires CRB | Buts MCA | Buts CRB |
| -------------------- | ------------- | ------------- | ---- | ------------- | -------- | -------- |
| Championnat          | 105           | 26            | 42   | 37            | 103      | 120      |
| Coupe d'Algérie      | 6             | 3             | 2    | 3             | 7        | 6        |
| Coupe de la Ligue    | 3             | 2             | 1    | 0             | 4        | 1        |
| Supercoupe d'Algérie | 1             | 1             | 0    | 0             | 2        | 2        |
| TOTAL                | 114           | 32            | 46   | 40            | 116      | 128      |

## Palmarès
| Club          | Championnat | Coupe | Coupe de la Ligue | Supercoupe | Coupe maghrébine | CL Africaine | Total |
| ------------- | ----------- | ----- | ----------------- | ---------- | ---------------- | ------------ | ----- |
| MC Alger      | 9           | 8     | 1                 | 4          | 2                | 1            | 25    |
| CR Belouizdad | 10          | 9     | 1                 | 2          | 3                | 0            | 25    |
| Total         | 19          | 17    | 2                 | 6          | 5                | 1            | 50    |

En gras, le club qui possède le plus grand nombre de titres que l'autre dans une compétition.

### Série d'invincibilité
| Club          | Du                             | Au                             | Série               |
| CR Belouizdad | 1er avril 1983 MCA 1-0 CRB     | 4 octobre 1990 MCA 2-1 CRB     | 11 matchs (3V - 8N) |
| MC Alger      | 8 décembre 2005 MCA 0-1 CRB    | 23 octobre 2010 CRB 2-1 MCA    | 10 matchs (5V - 5N) |
| CR Belouizdad | 20 novembre 1964 CRB 1 - 2 MCA | 2 avril 1972 MCA 1 - 0 CRB     | 8 matchs (6V - 2N)  |
| CR Belouizdad | 13 octobre 1997 MCA 1 - 0 CRB  | 26 novembre 2001 MCA 3 - 2 CRB | 7 matchs (4V - 3N)  |
| MC Alger      | 3 décembre 2011 CRB 2 - 0 MCA  | 25 octobre 2014 CRB 2 - 0 MCA  | 5 matchs (3V - 2N)  |

### Série de décennie
| Décennie  | Matchs joué | Victoire de MCA | Matchs nuls | Victoire de CRB | Buts de MCA | But de CRB |
| --------- | ----------- | --------------- | ----------- | --------------- | ----------- | ---------- |
| 1962-1969 | 8           | 1               | 1           | 6               | 6           | 14         |
| 1970-1979 | 22          | 6               | 7           | 9               | 28          | 33         |
| 1980-1989 | 18          | 3               | 10          | 5               | 16          | 18         |
| 1990-1999 | 21          | 6               | 8           | 6               | 21          | 20         |
| 2000-2009 | 19          | 8               | 7           | 4               | 23          | 19         |
| 2010-2019 | 21          | 6               | 9           | 6               | 18          | 19         |
| 2020-2029 | 4           | 1               | 1           | 3               | 3           | 5          |

Dernière mise à jour après le match du championnat 2022/2023 (retour)

### Meilleurs buteurs
| Rang | Joueur           | Club       | Championnat | Coupe | Ligue | Total |
| ---- | ---------------- | ---------- | ----------- | ----- | ----- | ----- |
| 1    | Hacène Lalmas    | Belouizdad | 6           | -     | -     | 6     |
| 1    | Djamel Tlemçani  | Belouizdad | 6           | -     | -     | 6     |
| 1    | Abdesslem Bousri | Mouloudia  | 6           | -     | -     | 6     |
| 1    | Nacer Bouiche    | Mouloudia  | 5           | 1     | -     | 6     |
| 2    | Bouzid Mahiouz   | Mouloudia  | 5           | -     | -     | 5     |
| 2    | Bachi Zoubir     | Mouloudia  | 5           | -     | -     | 5     |
| 2    | Mokhtar Khalem   | Belouizdad | 5           | -     | -     | 5     |
| 2    | Ishak Ali Moussa | Belouizdad | 5           | -     | -     | 5     |
| 2    | Hassen Tahir     | MCA / CRB  | 2 / 2       | 1 / 0 | -     | 5     |
| 2    | Fayçal Badji     | CRB / MCA  | 4 / 1       | -     | -     | 5     |
| 3    | Hassan Achour    | Belouizdad | 3           | 1     | -     | 4     |
| 4    | Mounir Dob       | Belouizdad | 3           | -     | -     | 3     |
| 4    | Fodil Dob        | Mouloudia  | 3           | -     | -     | 3     |

### Liste des stades
| Stade                             | Matchs | Victoires MCA | Nuls | Victoires CRB | Buts MCA | Buts CRB | Score large |
| --------------------------------- | ------ | ------------- | ---- | ------------- | -------- | -------- | ----------- |
| Stade du 5-Juillet-1962, Alger    | 55     | 22            | 19   | 14            | 69       | 62       | 0-4         |
| Stade 20-Août-1955, Alger         | 34     | 6             | 12   | 16            | 28       | 41       | 3-0         |
| Stade Omar-Hamadi, Alger          | 17     | 2             | 9    | 6             | 13       | 18       | 0-4         |
| Stade du 1er novembre, Tizi-Ouzou | 1      | 0             | 1    | 0             | 0        | 0        | 0-0         |
| Stade de Rouiba, Alger            | 1      | 0             | 1    | 0             | 1        | 1        | 1-1         |
| Total                             | 108    | 30            | 42   | 36            | 111      | 122      | -           |

Au stade du 1er novembre 1954 à Tizi Ouzou, le CRB s'est imposé aux tirs au but (4-1, match de coupe en 2009).
Dernière mise à jour après le match de championnat 2019-2020 (aller).

### Records et dates importantes
- Le premier match officiel entre les deux équipes en championnat date du 22 septembre 1963 au stade de Saint-Eugène.
- Le premier match officiel entre les deux équipes en Coupe d'Algérie date du 26 mars 1972 en quart de finale au Stade du 20-Août-1955.
- Le premier match officiel entre les deux équipes en Coupe de la ligue date du 2 janvier 1992 en huitième de finale (phase de groupes) au Stade du 5-Juillet-1962.
- Le premier but dans l'histoire du derby algérois en championnat a été marqué par le joueur du CRB, Mokhtar Khalem à la 20e minute de la rencontre le 22 septembre 1963.
- Le premier but dans l'histoire du derby algérois en coupe a été marqué par le joueur du MCA, Anwar Bachta à la 19e minute de la rencontre le 26 mars 1972.
- Plus large victoire du MC Alger en championnat : 4-1, lors de la saison 1972/1973.
- Plus large victoire du CRB en championnat : 4-0, lors des saisons 1963/1964 et 1976/1977.
- La plus longue série de derbys sans défaite pour le MC Alger est de 9 derbys entre 8 décembre 2005 et 23 octobre 2010.
- La plus longue série de derbys sans défaite pour le CRB est de 11 derbys entre 1er avril 1983 et 4 octobre 1990.
- La plus longue série de victoires consécutives est de 4 victoires pour le CRB.
- La plus longue série de derbys sans marquer le moindre but est pour le MC Alger avec 3 matchs et une mi-temps soit 337 minutes.
- Le plus grand nombre de buts inscrits lors d'un match a été la victoire du MC Alger 5-4 (9 buts) lors de la saison 1975/1976 en championnat.
- Le MC Alger a remporté le derby en aller-retour 3 fois, lors des saisons 1975/1976, 2006/2007 et 2013/2014.
- Le CR Belouizdad a remporté le derby en aller-retour 6 fois, lors des saisons 1963/1964, 1968/1969, 1970/1971, 1976/1977, 1981/1982 et 2000/2001.
- Deux matchs de coupe d'Algérie se sont terminés aux t.a.b, le premier remporté par le MC Alger en 1978/1979 et l'autre par le CRB en 2008/2009.
- En séance de tirs au but, Le CRB a marqué 9 pénaltys, et le MC Alger a marqué 7 pénaltys.
- Le MC Alger a cinq fois marqué contre son camp, le CRB a trois fois marqué contre son camp.
- Le CRB a marqué sept penalty, le MC Alger a marqué trois penalty.
- Le 26 novembre 2001: L'attaquant de CR Belouizdad, Ishak Ali Moussa inscrit un but à la première minute de jeu qui est considéré comme le but le plus rapide du Derby.
- il y a plus de joueurs qui ont porté le maillot mouloudéen et belouizdadèen, mais les deux qui ont marqué le plus grand nombre de buts, c'est Hassen Tahir a marqué 3 buts avec le MC Alger et 2 buts avec le CR Belouizdad, Fayçal Badji a marqué 4 buts avec le CRB et un but avec le MCA.
- Djamel Tlemçani le seul joueur qui a marqué un triplé en un match de ce derby (1976/1977).
- Le derby a été joué 55 fois au Stade du 5-Juillet-1962, 16 fois au Stade Omar-Hamadi et 34 fois au Stade du 20-Août-1955, une seule fois à Rouiba et à Tizi Ouzou.
- Au Stade du 20-Août-1955, le CR Belouizdad a remporté 16 victoires et le MC Alger a remporté 7 victoires.
- Au Stade Omar-Hamadi, le CR Belouizdad a remporté 6 victoires et le MC Alger a remporté deux victoires.
- Au Stade du 5-Juillet-1962, le MC Alger a remporté 22 victoires et le CR Belouizdad a remporté 14 victoires.

## Transferts
| Nom                        | Poste     | Mouloudia | Mouloudia | Mouloudia | Belouizdad       | Belouizdad | Belouizdad |
| Nom                        | Poste     | Carrière  | Apps      | Buts      | Carrière         | Apps       | Buts       |
| -------------------------- | --------- | --------- | --------- | --------- | ---------------- | ---------- | ---------- |
| Hassen Tahir               | Attaquant | 1967-1973 | 195       | 61        | 1974-1975        | 20         | 8          |
| Zine El Abidine Boulekhoua | Défenseur | 2017-2018 | -         | -         | 2018-à l'instant | -          | -          |
| Mounir Dob                 | Attaquant | 1992-1994 | -         | -         | 1994-1998        | -          | -          |
| Yacine Slatni              | Défenseur | 1998-2002 | -         | -         | 2002-2004        | 63         | 2          |
| Amar Ammour                | Milieu    | 2010-2011 | 9         | 0         | 2011-2014        | 101        | 10         |

| Nom                | Poste     | Belouizdad | Belouizdad | Belouizdad | Mouloudia        | Mouloudia | Mouloudia |
| Nom                | Poste     | Carrière   | Apps       | Buts       | Carrière         | Apps      | Buts      |
| ------------------ | --------- | ---------- | ---------- | ---------- | ---------------- | --------- | --------- |
| Fayçal Badji       | Attaquant | 1999-2004  | 141        | 23         | 2004-2009        | 138       | 13        |
| Hichem Nekkache    | Attaquant | 2015-2016  | 31         | 8          | 2016-à l'instant | 77        | 25        |
| Amine Aksas        | Défenseur | 2010-2013  | 58         | 3          | 2013-2015        | 50        | 5         |
| Abderezzak Dahmani | Défenseur | 1982-1996  | -          | -          | 1996-1997        | -         | -         |

## Groupe de supporteurs et Ultras

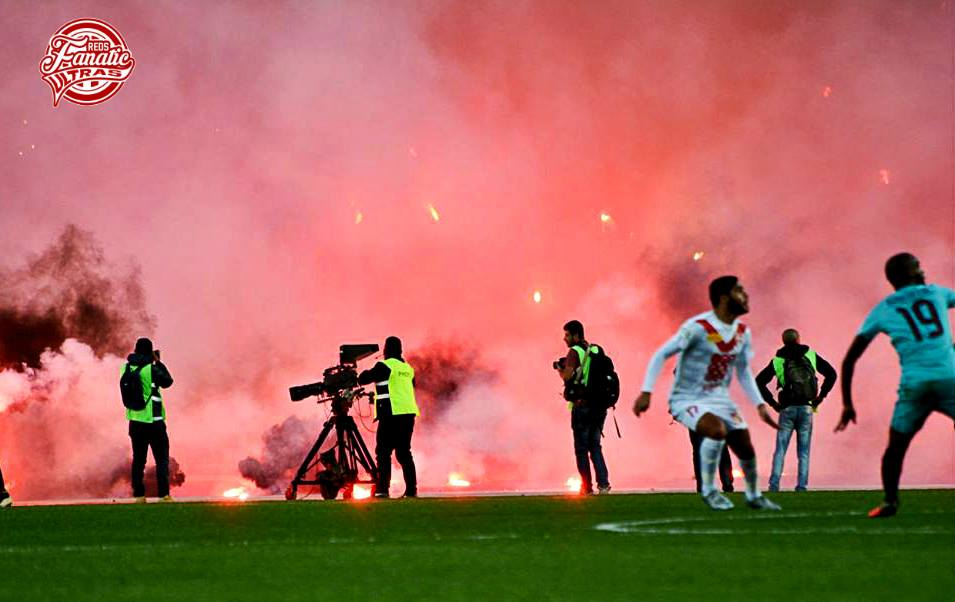
Pyro CRB

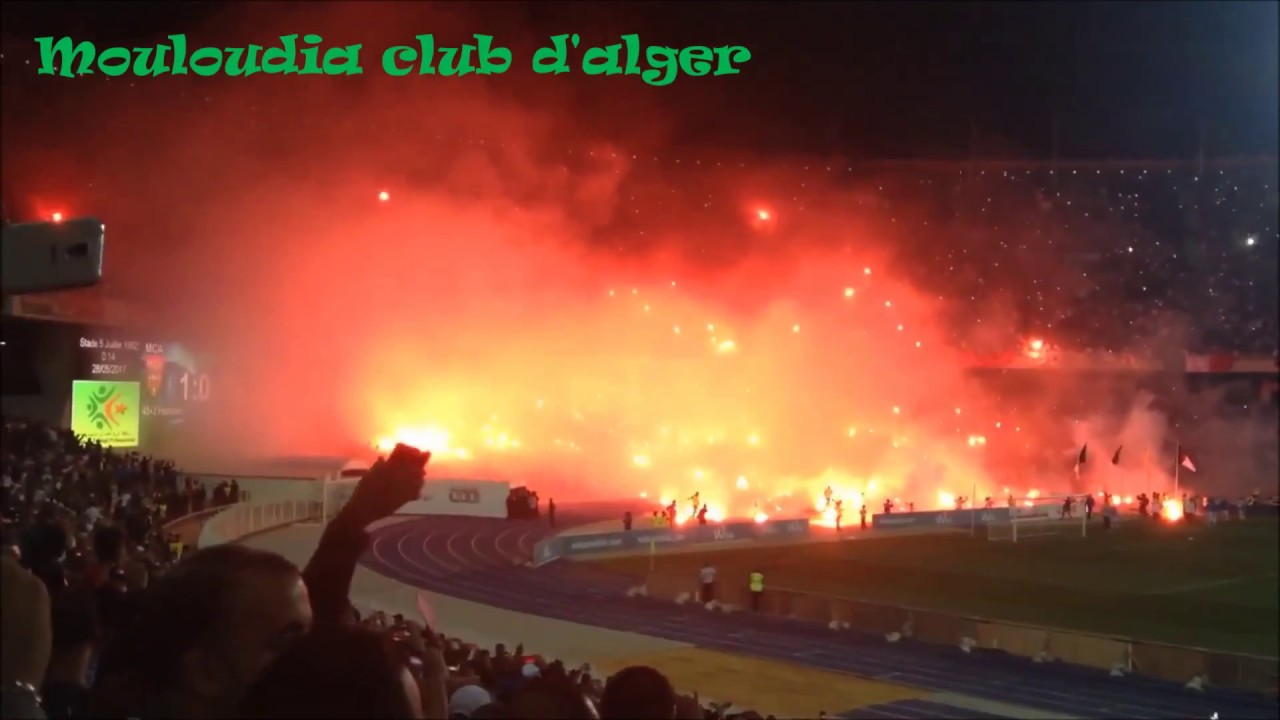
Pyro MCA

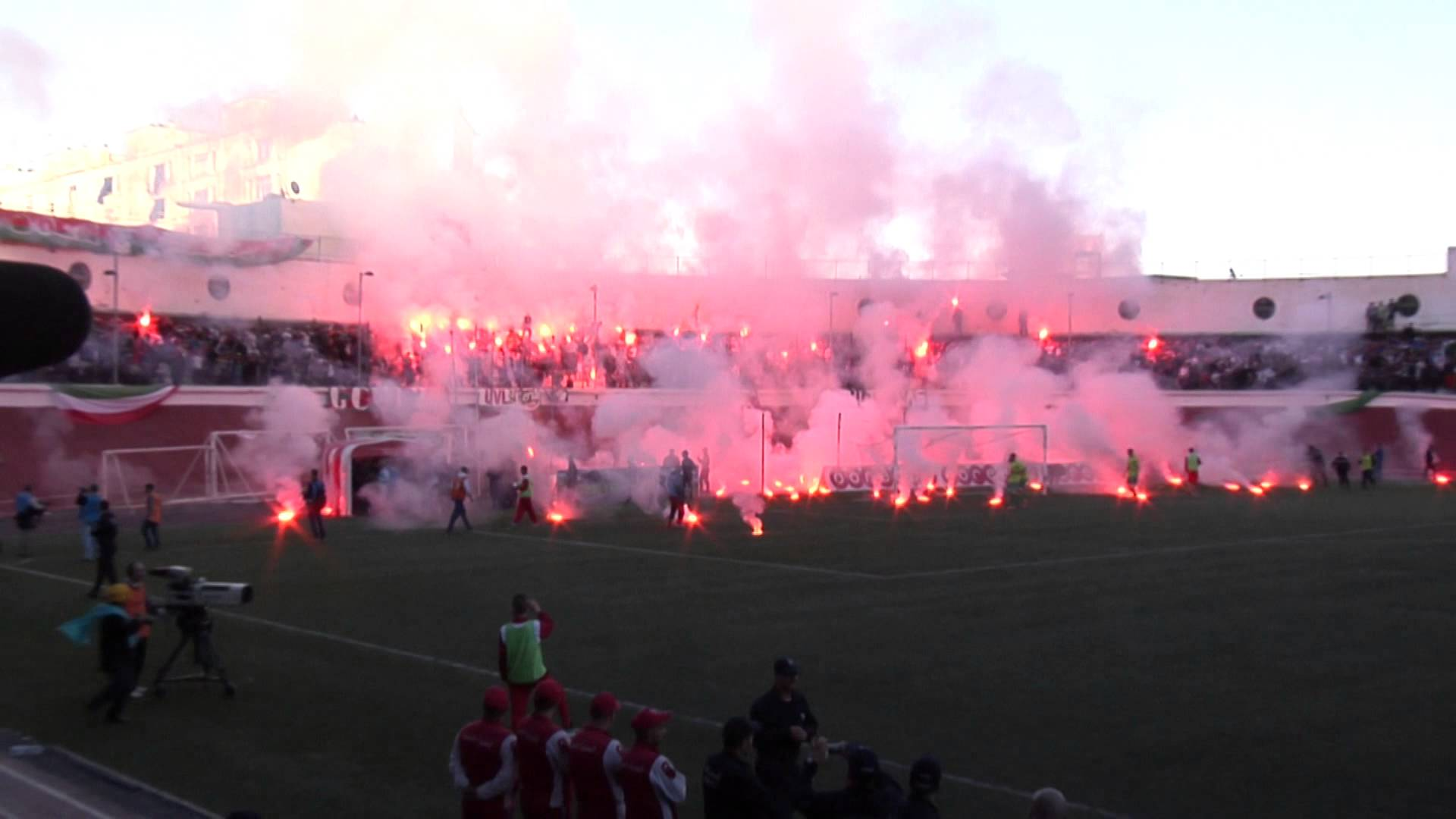
Pyro MCA

Il y a six groupes supporteur dans ce derby, 4 du Mouloudia (Quatre Ultras), et deux Ultras du CRB :
- Ultras Fanatic Reds 2009 (CRB).
- Ultras Brigade 16 2011-2016 (CRB)[5].
- Ultra Verde Leone 2007-2018 (MCA)
- Ultras The Twelfth Player 2011 (MCA)
- Ultras Green Corsairs 2012 (MCA)
- Groupe Vert et Rouge 2013-2020 (MCA)
- Ultras Squalo Verde 2019 (MCA)
- Ultras Amore E Montalita 2019 (MCA)

Il s’appelait "Fire Derby" en raison de la grande quantité de feux d’artifice utilisés dans ce jeu.